# NGC 783
NGC 783 is een spiraalvormig sterrenstelsel in het sterrenbeeld Driehoek. Het hemelobject werd op 22 september 1871 ontdekt door de Franse astronoom Édouard Jean-Marie Stephan.

## Synoniemen
- IC 1765
- PGC 7657
- IRAS01582+3138
- UGC 1497
- KUG 0158+316
- MCG 5-5-42
- MK 1171
- ZWG 503.73